# آنتونوف سریال پروداکشن
آنتونوف سریال پروداکشن (اوکراینی: Серійний завод «Антонов») شرکت دولتی هوافضای اکراینی است، که در سال ۱۹۲۰ تأسیس شد.